# Bahnhof Simmelsdorf-Hüttenbach
Der Bahnhof Simmelsdorf-Hüttenbach in Simmelsdorf ist der Endpunkt der Schnaittachtalbahn, auf der die RB 31 nach Nürnberg verkehrt und liegt im Verkehrsverbund Großraum Nürnberg. Das Empfangsgebäude und seine Nebengebäude stehen unter Denkmalschutz. Eisenbahntechnisch ist Simmelsdorf-Hüttenbach auf Grund der Rückbauten ein Haltepunkt.

## Geschichte

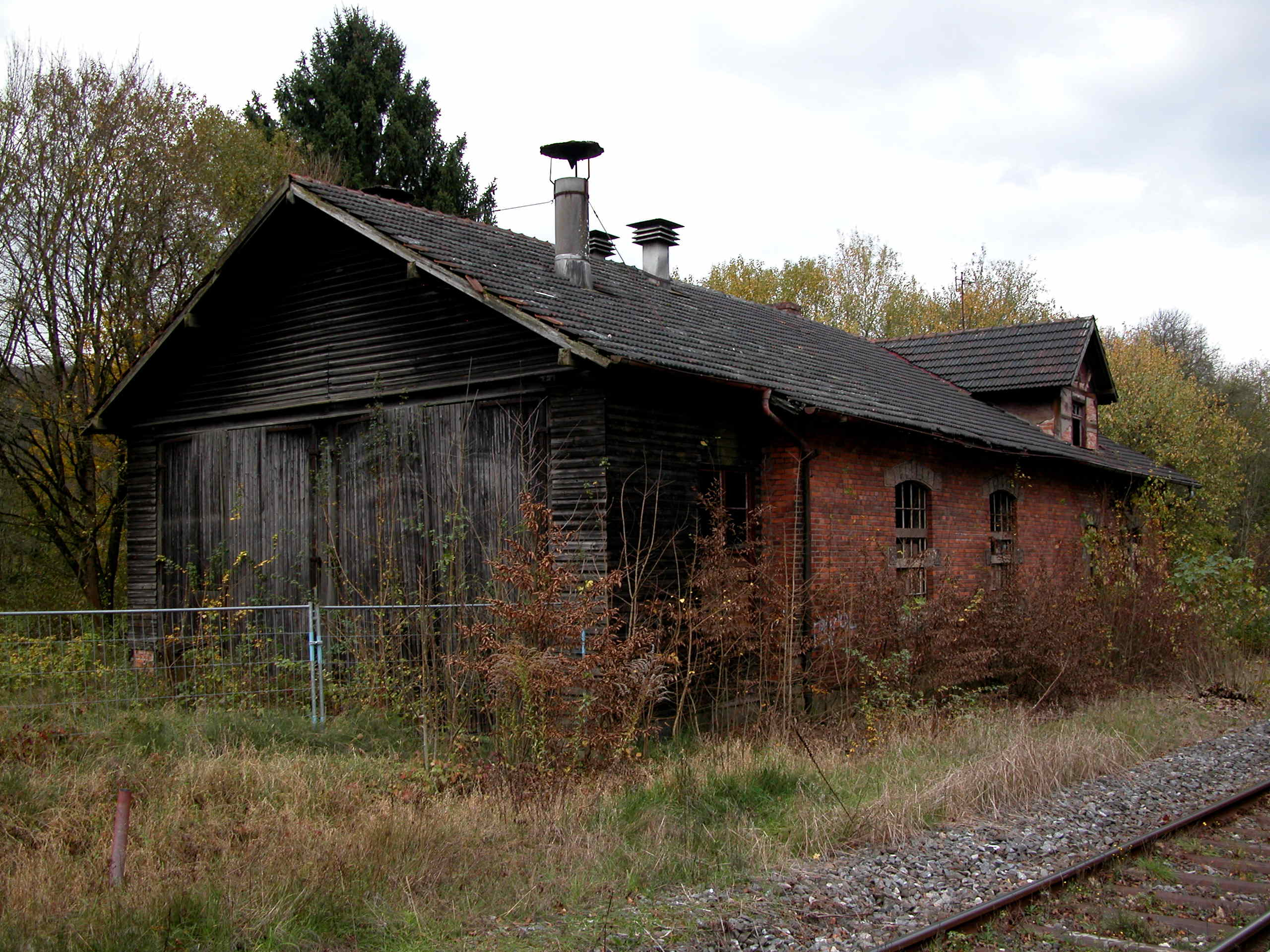
Lokschuppen Simmelsdorf 2017

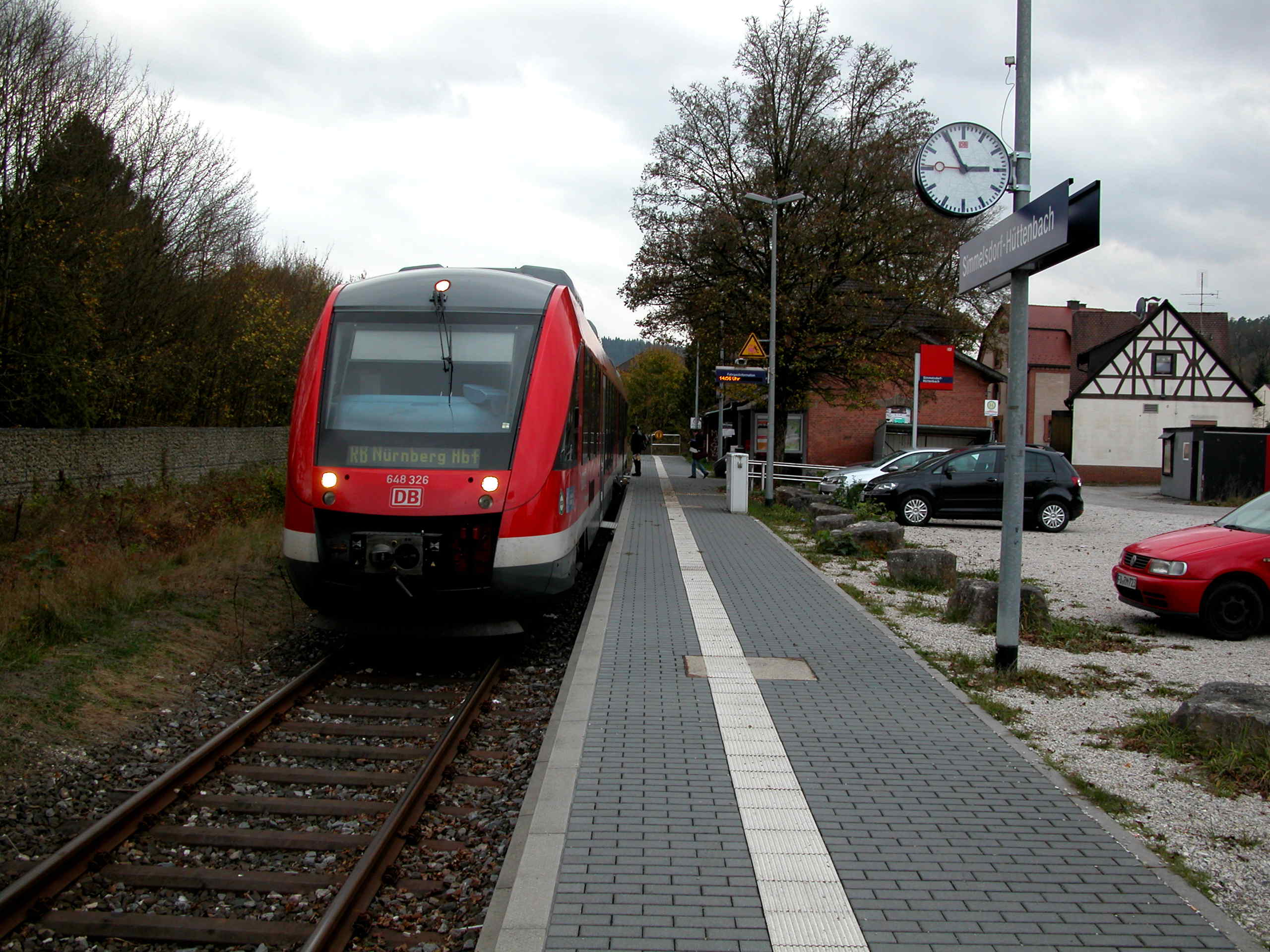
Bahnhof Simmelsdorf 2017

Das Stationsgebäude wurde bis 1895 als zweigeschossiger, quaderförmiger Ziegelsteinbau mit Hausteingliederung errichtet, zu ihm gehört ein späterer Stellwerkanbau. Südlich neben dem Stationsgebäude befindet sich das ehemalige Toilettenhaus, das ebenfalls 1895 in Ziegelbauweise errichtet wurde.
Auf der gegenüberliegenden Seite des Streckengleises liegt der 1895 erbaute und 1933 erweiterte zweiständige Lokschuppen mit Übernachtungsräumen. Hier ist das Ursprungsgebäude in Ziegelstein und die Erweiterung in Holz ausgeführt.
Die Ausstattung des Lokschuppens ist weitgehend erhalten, vorhanden sind unter anderem Rauchabzüge, Gruben zur Wartung des Fahrwerks und ein Wasserkran mit Brunnen. Seit 1988 sind die Verbindungsgleise zum Lokschuppen entfernt.

## Personenverkehr
Der Bahnhof wird durch DB Regio Bayern mit einer Regionalbahnlinie bedient. Sie ist Teil der Mittelfrankenbahn und wird mit Dieseltriebwagen des Typs Alstom Coradia LINT 41 (Baureihe 648) und LINT 54 (Baureihe 622) gefahren.
Wochentags besteht eine durchgehende Verbindung bis Nürnberg, an Wochenenden ist dafür ein Umstieg in Neunkirchen nötig.
| Linie                    | Laufweg                                                                         | Taktfrequenz | Bemerkungen                                              |
| ------------------------ | ------------------------------------------------------------------------------- | ------------ | -------------------------------------------------------- |
| RB31                     | (Nürnberg Hbf – Lauf (r Pegnitz) –) Neunkirchen a Sand – Simmelsdorf-Hüttenbach | Stundentakt  | Abschnitt Nürnberg Hbf–Neunkirchen a Sand nur wochentags |
| Stand: 15. Dezember 2024 |                                                                                 |              |                                                          |